# Alex Claudio
Alexander Claudio (né le 31 janvier 1992 à Juncos, Porto Rico) est un lanceur de relève gaucher des Ligues majeures de baseball.

## Carrière
Alex Claudio est repêché au 27e tour de sélection par les Rangers du Texas en 2010. Il fait ses débuts dans le baseball majeur avec les Rangers le 13 août 2014.